# Pinnatella callicostelloides
Pinnatella callicostelloides là một loài Rêu trong họ Neckeraceae. Loài này được (Broth. ex Thér.) Broth. miêu tả khoa học đầu tiên năm 1925.